# Liste der Kantone im Département Charente-Maritime
Das Département Charente-Maritime liegt in der Region Nouvelle-Aquitaine in Frankreich. Es untergliedert sich in fünf Arrondissements mit 27 Kantonen (französisch cantons).

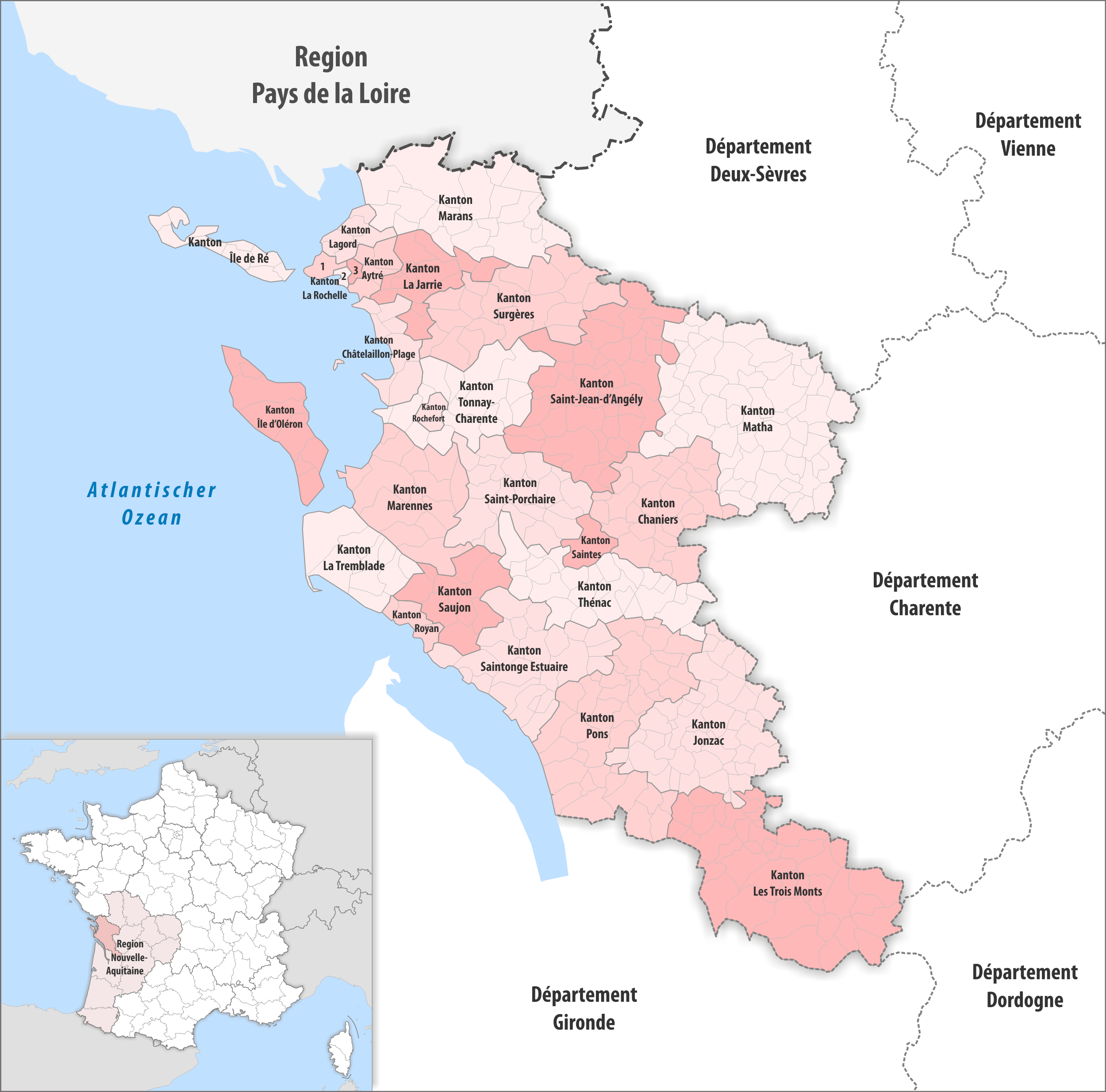
Gemeinden und Kantone im Département Charente-Maritime

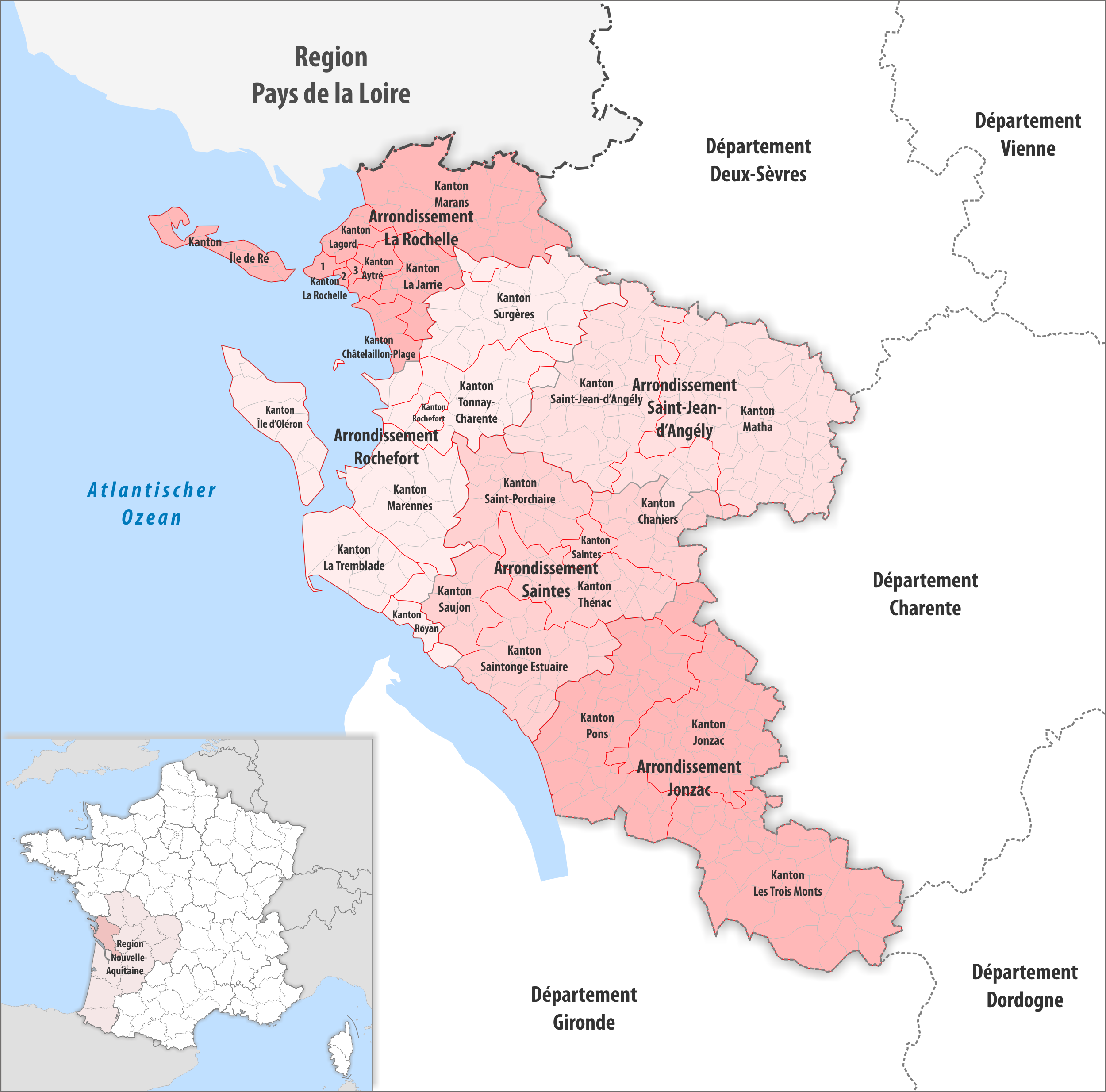
Gemeinden, Arrondissemente und Kantone im Département Charente-Maritime

| Kanton                        | Gemeinden | Einwohner 1. Januar 2022 | Fläche km² | Dichte Einw./km² | Code INSEE | Arrondissement(e)              |
| ----------------------------- | --------- | ------------------------ | ---------- | ---------------- | ---------- | ------------------------------ |
| Aytré                         | 4         | 31.313                   | 49,23      | 636              | 1701       | La Rochelle                    |
| Chaniers                      | 26        | 22.826                   | 337,28     | 68               | 1702       | Saint-Jean-d’Angély, Saintes   |
| Châtelaillon-Plage            | 8         | 22.538                   | 100,71     | 224              | 1703       | La Rochelle, Rochefort         |
| Île d’Oléron                  | 8         | 22.518                   | 174,39     | 129              | 1704       | Rochefort                      |
| Île de Ré                     | 10        | 17.891                   | 85,32      | 210              | 1705       | La Rochelle                    |
| La Jarrie                     | 14        | 27.878                   | 155,57     | 179              | 1706       | La Rochelle, Rochefort         |
| Jonzac                        | 44        | 20.716                   | 460,68     | 45               | 1707       | Jonzac                         |
| Lagord                        | 6         | 27.200                   | 55,87      | 487              | 1708       | La Rochelle                    |
| Marans                        | 20        | 32.371                   | 440,48     | 73               | 1709       | La Rochelle                    |
| Marennes                      | 13        | 21.996                   | 305,77     | 72               | 1710       | Rochefort                      |
| Matha                         | 62        | 21.068                   | 770,35     | 27               | 1711       | Saint-Jean-d’Angély            |
| Pons                          | 39        | 21.966                   | 540,40     | 41               | 1712       | Jonzac                         |
| Rochefort                     | 1         | 23.188                   | 21,95      | 1.056            | 1713       | Rochefort                      |
| La Rochelle-1                 | 1⁄3       | 27.060                   | 17,75      | 1.525            | 1714       | La Rochelle                    |
| La Rochelle-2                 | 1⁄3       | 26.602                   | 6,02       | 4.419            | 1715       | La Rochelle                    |
| La Rochelle-3                 | 1⁄3       | 26.299                   | 4,66       | 5.644            | 1716       | La Rochelle                    |
| Royan                         | 3         | 28.445                   | 35,85      | 793              | 1717       | Rochefort                      |
| Saint-Jean-d’Angély           | 40        | 27.794                   | 548,02     | 51               | 1718       | Rochefort, Saint-Jean-d’Angély |
| Saint-Porchaire               | 20        | 21.050                   | 301,54     | 70               | 1719       | Saintes                        |
| Saintes                       | 1         | 25.312                   | 45,55      | 556              | 1720       | Saintes                        |
| Saintonge Estuaire            | 23        | 21.066                   | 350,29     | 60               | 1721       | Rochefort, Saintes             |
| Saujon                        | 9         | 22.517                   | 177,05     | 127              | 1722       | Rochefort, Saintes             |
| Surgères                      | 19        | 29.522                   | 363,72     | 81               | 1723       | Rochefort                      |
| Thénac                        | 25        | 20.974                   | 326,55     | 64               | 1724       | Jonzac, Saintes                |
| Tonnay-Charente               | 15        | 29.578                   | 271,74     | 109              | 1725       | Rochefort                      |
| La Tremblade                  | 9         | 24.326                   | 215,32     | 113              | 1726       | Rochefort                      |
| Les Trois Monts               | 42        | 24.146                   | 686,09     | 35               | 1727       | Jonzac                         |
| Département Charente-Maritime | 462       | 668.160                  | 6.848,15   | 98               | 17         | –                              |

## Liste ehemaliger Kantone
Bis zum Neuzuschnitt der französischen Kantone im März 2015 war das Département Charente-Maritime wie folgt in 51 Kantone unterteilt:
| Arrondissement      | Kantone |
| ------------------- | --- |
| Jonzac              | Archiac, Jonzac, Mirambeau, Montendre, Montguyon, Montlieu-la-Garde, Saint-Genis-de-Saintonge |
| Rochefort           | Aigrefeuille-d’Aunis, Le Château-d’Oléron, Marennes, Rochefort-Centre, Rochefort-Nord, Rochefort-Sud, Royan-Est, Royan-Ouest, Saint-Agnant, Saint-Pierre-d’Oléron, Surgères, Tonnay-Charente, La Tremblade |
| La Rochelle         | Ars-en-Ré, Aytré, Courçon, La Jarrie, Marans, La Rochelle-1, La Rochelle-2, La Rochelle-3, La Rochelle-4, La Rochelle-5, La Rochelle-6, La Rochelle-7, La Rochelle-8, La Rochelle-9, Saint-Martin-de-Ré    |
| Saintes             | Burie, Gémozac, Pons, Saintes-Est, Saintes-Nord, Saintes-Ouest, Saint-Porchaire, Saujon |
| Saint-Jean-d’Angély | Aulnay, Loulay, Matha, Saint-Hilaire-de-Villefranche, Saint-Jean-d’Angély, Saint-Savinien, Tonnay-Boutonne                                                                                                 |